# Nikolaus von Bomhard

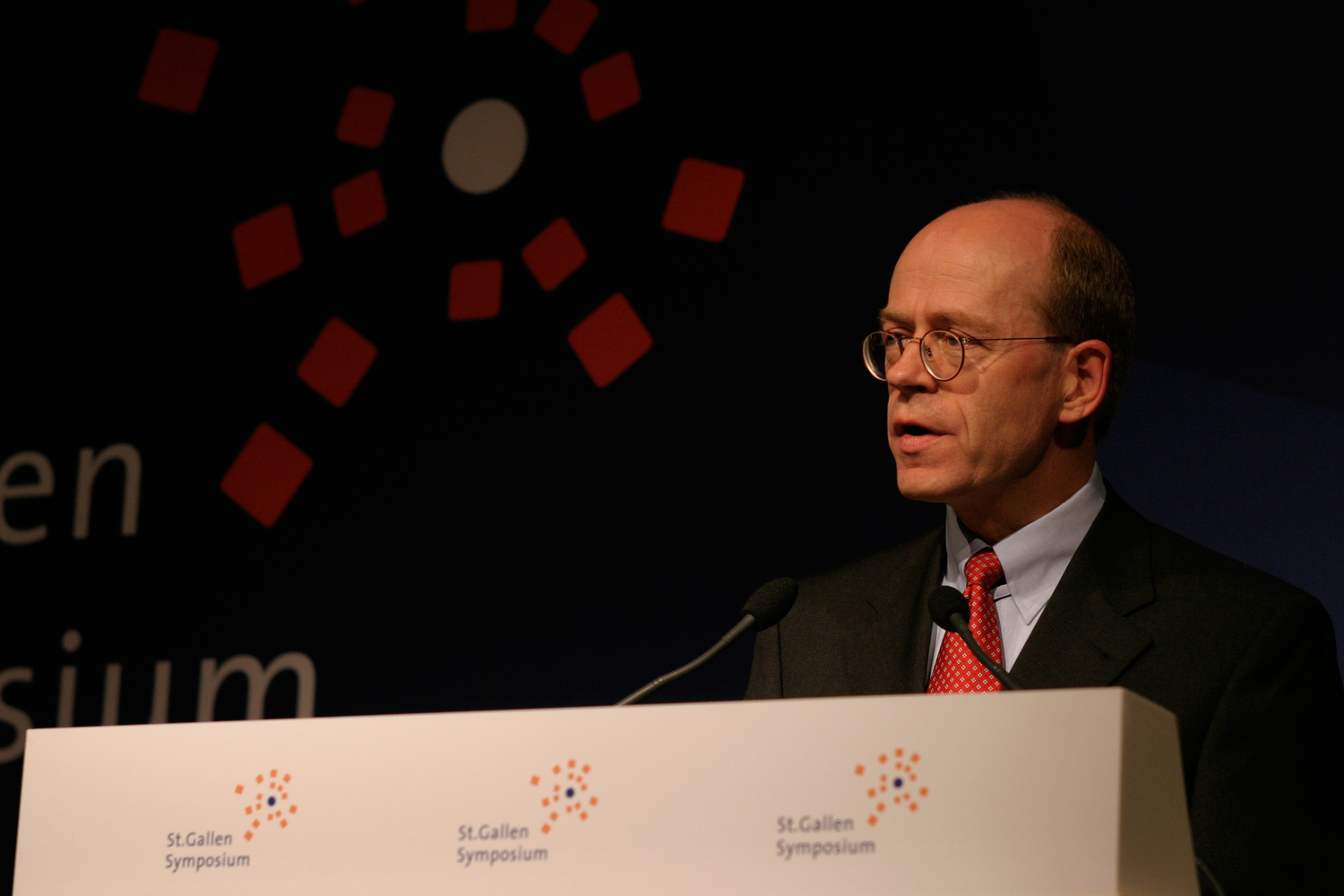
Nikolaus von Bomhard am 37. St. Gallen Symposium im Mai 2007

Nikolaus von Bomhard (* 28. Juli 1956 in Gunzenhausen) ist ein deutscher Manager. Er ist Mitglied in mehreren Aufsichtsräten. Bis Ende April 2017 war er Vorsitzender des Vorstands der Münchener Rück.

## Werdegang
Bomhard besuchte bis 1975 das humanistische Maximiliansgymnasium in München. Nach Wehrdienst und Studium der Rechtswissenschaften an der Ludwig-Maximilians-Universität München und an der Universität Regensburg (Abschluss mit Promotion) begann er 1985 als Trainee bei der Münchener Rückversicherungs-Gesellschaft. Nach mehreren Stationen innerhalb des Konzerns, unter anderem dem Aufbau des Büros in São Paulo/Brasilien wurde Bomhard im Jahr 2000 zum Mitglied des Vorstands bestellt. Am 1. Januar 2004 wurde Bomhard Vorsitzender des Vorstands der Münchner Rück. Diese Position bekleidete er etwas über 13 Jahre bis zur Hauptversammlung Ende April 2017. In dieser Zeit war er verantwortlich für die Umbenennung der Münchner Rück in Munich Re. Von 2009 bis 2013 war er Präsident der Geneva Association.
Im Jahr 2009 übernahm Bomhard auf Bitten der Bundesregierung ein Aufsichtsratsmandat bei der Commerzbank. Er ist Anhänger des Trennbankensystems und -gesetzes. Vom 25. April 2018 bis Anfang Mai 2025 war er Aufsichtsratsvorsitzender der Deutschen Post AG. Am 30. April 2019 wurde er zum Aufsichtsratsvorsitzenden der Münchener Rückversicherungsgesellschaft AG gewählt. Er ist außerdem Vorsitzender des Board of Directors der Athora Holding Ltd., Bermuda und Präsident des Wittelsbacher Ausgleichsfonds.
Seit dem Studium ist er Mitglied der katholischen Studentenverbindung KStV Rheno-Bavaria München im KV.

## Auszeichnungen
- Im Jahr 2007 wurde er von WWF Deutschland und dem Magazin Capital gemeinsam zum Ökomanager des Jahres gewählt.[13]
- Die St. John’s University in New York zeichnete ihn im Jahr 2013 als Insurance Leader of the Year aus.[14]
- Im Jahr 2017 wurde Bomhard in die Hall of Fame der International Insurance Society aufgenommen.[15]